# کاپان فوتسال
کاپان فوتسال (انگلیسی: Kapan Futsal) یک باشگاه فوتسال حرفه‌ای در ارمنستان می‌باشد که در لیگ برتر فوتسال ارمنستان حضور دارد. این باشگاه در شهرک کاپان استان کوتایک مستقر می‌باشد و در ۲۰۱۷ سال توسط شهردار کاپان، آشوت هایراپتیان بنیانگذاری شده‌است. این باشگاه بازی‌های خانگی خود را در مدرسه ورزشی داویت هامبارتسومیان برگزار می‌کند. 

## یادداشت
1. ↑  Davit Hambardzumyan Sports School